# 中山一立交
中山一立交位于中华人民共和国广州市，是连接东风东路、中山一路、广州大道中、黄埔大道西及内环路五条主要道路的一座5层式钢筋混凝土立交桥。
立交底层（原首层、第一层）为小型车辆、非机动车及行人专用环形道，直径98米，其中小型车道、非机动车道共宽7米，人行道宽5米，高2.8米；第二层为连通4条道路（内环路除外）的机动车环形车道，直径60米，其中车行道宽18米，匝道宽8米，净高4.5米；第三层为广州大道南北向高架桥，宽16米，长473.9米，净高5米，北端与天河立交相连；第四层为东风东路至黄埔大道西的东西向高架桥，宽16米，长527.9米。2000年建设第五层，为连接内环路至黄埔大道及广州大道的高架匝道。
工程于1984年7月4日动工。1985年元旦第四层高架桥建成通车，其余三层于1985年5月底建成通车，总投资1.952亿元（下四层）。